# صفی‌خانلو
صفی‌خانلو یکی از روستاهای استان آذربایجان شرقی است که در دهستان نقدوز بخش فندقلو شهرستان اهر واقع شده‌است.این روستا ۷۳ نفر جمعیت دارد.